# Nina van Pallandt
Nina van Pallandt (født Nina Magdelena Møller den 15. juli 1932) er en dansk baronesse, sanger og skuespiller. Hun blev internationalt kendt i slutningen af 1950'erne sammen med sin mand Frederik van Pallandt som den ene halvdel af duoen Nina & Frederik, der med calypso-inspirerede sange opnåede stor popularitet.
Hun medvirkede som skuespiller i en række Hollywood-produktioner og tv-film og blev endvidere kendt som veninde til Clifford Irving, der opnåede berømmelse ved at udgive en falsk biografi om Howard Hughes, som Irving hævdede var skrevet på baggrund af interviews med Howard Hughes.

## Privat
Nina van Pallandt blev født som datter af grosserer Kaj Møller og Clara Kirstine Undset Gyth. Hun voksede op på Østerbro og gik i skole på Ordrup Privatskole og senere (i 1948) på Zahles Skole, der dengang var en pigeskole. Efter studentereksamen i 1951 modtog hun et legat til et ophold på det amerikanske universitet University of Southern California, hvor hun studerede sprog. Efter opholdet i USA opholdt hun sig i en periode i Paris.
I 1955 vendte hun tilbage til Danmark, hvor hun den 11. august 1955 i Hørsholm Kirke giftede sig med greve og forretningsmand Thorvald Théodore William Hugo Wessel, som hun havde mødt under opholdet i Californien, hvor også han studerede. Parret flyttede kort efter til Chile, men omkring 1957 blev samlivet ophævet, og Nina van Pallandt flyttede tilbage til København.
Hjemvendt fra Chile mødte hun i 1957 hollænderen, baron og diplomatbarn Frederik van Pallandt, som hun havde mødt ved tidligere lejligheder i København og i Montevideo i Uruguay. Hun dannede med Frederik van Pallandt sangduoen Nina & Frederik, og parret blev den 21. september 1960 gift. Parret fik tre børn, inden de gik fra hinanden i 1969. De blev skilt i 1975.
I begyndelsen af 1970'erne havde Nina van Pallandt en affære med Clifford Irving, der opnåede betydelig omtale ved at udgive en biografi om Howard Hughes, som han hævdede var skrevet af på baggrund af interviews med Howard Hughes. Svindelnummeret var emne for filmen The Hoax fra 2006, hvori Nina van Pallandt portrætteres af Julie Delpy. I filmen medvirkede bl.a. Richard Gere, der havde optrådt med Nina Van Pallandt i en af Geres tidligere film, American Gigolo.
Van Pallandt var kortvarigt i 1970'erne gift med den sydafrikanske satiriker Robert Kirby.
Nina van Pallandt bor i dag i Barcelona i Spanien.

## Optræden i medier

### Musikkarriere
Udover karrieren som en del af Nina & Frederik har Nina van Pallandt indspillet en række sange, herunder John Barrys og Hal Davids sang "Do You Know How Christmas Trees Are Grown?" i James Bond-filmen On Her Majesty's Secret Service, med George Lazenby.

### Film og tv
- Verdens rigeste pige som Lisa Hoffmann (1958)
- Kærlighedens melodi som Susanne "Susy" Friis (1959)
- Mandoliner og måneskin (1959)
- No! No! No! (1967)
- Det lange farvel (1973)
- Ellery Queen (tv-serie) (1975)
- Guilty or Innocent: The Sam Sheppard Murder Case (tv-film) (1975)
- Christmas Box (tv-film) (1975)
- Jaget af Interpol (1977)
- Diary of a Young Comic (1977)
- Et bryllup (1978)
- Quintet (1979)
- Hart to Hart (tv-serie) (1980)
- American Gigolo som Anne (1980)
- Cloud Dancer (1980)
- Med blod skal ondt fordrives (1981)
- Taxi (tv-serie) (episode Elegant Iggy) (1982)
- Sværdet og troldmanden (1982)
- Bring 'Em Back Alive (tv-serie) (episode Bones of Contention) (1983)
- Euer Weg führt durch die Hölle (1984)
- O.C. and Stiggs (1985)
- Second Serve (tv-film) (1986)
- Así como habían sido (1987)
- Time Out (1988)
- Tales of the Unexpected (tv-serie) (episode A Time to Die) (1988)

Hun havde endvidere en række gæsteoptrædener i 1969 og i de tidligere 1970'er i tv-serien The Morecambe & Wise Show på BBC, ligesom hun har lagt stemme til en række tv-film. Hun har medvirket i en række tv-serier som sig selv, ligesom hun har medvirket i tv-shows som The Tonight Show med Johnny Carson og The David Frost Show med David Frost.

## Eksterne links
- Wikimedia Commons har flere filer relateret til Nina van Pallandt
- Jacob Wendt Jensen (2012), Nina van Pallandt: Hellere tro på det gode en gang for meget, People's Press, ISBN 9788771085648, hentet 1. april 2018
- Nina van Pallandt på Discogs
- Nina van Pallandt på MusicBrainz
- Nina van Pallandt på Internet Movie Database (engelsk)
- Nina van Pallandt på Filmdatabasen
- Nina van Pallandt på danskefilm.dk
- Nina van Pallandt på danskfilmogtv.dk
- Nina van Pallandt på Scope
- Nina van Pallandt på Svensk Filmdatabas (svensk)
- Nina van Pallandt på AlloCiné (fransk)
- Nina van Pallandt på AllMovie (engelsk)
- Nina van Pallandt på The Movie Database (engelsk)